# Deaflympics d'été de 1935
Les Deaflympics d'été de 1935, officiellement appelés les 4e International Games for the Deaf, ont eu lieu du 17 au 24 août 1935 à Londres.
Ces Jeux rassemblaient 221 athlètes de 12 pays. Ils participaient à cinq sports et six disciplines qui regroupaient un total de quarante-une épreuves officielles.

## Cérémonie d'ouverture
À White City Stadium, les athlètes américains font leur première apparition de Deaflympics et les athlètes allemands portent deux drapeaux: l'ancien drapeau tricolore impérial noir-blanc-rouge à la place du drapeau noir-rouge-or et le drapeau du parti nazi comme les deux drapeaux nationaux légaux allemands.

## Sport

### Sports individuels
- Athlétisme
- Cyclisme sur la route
- Natation
- Tennis
- Plongeon

### Sports en équipe
- Football

## Lieu
Les lieux sont souvent à Chiswick et on a trouvé les autres lieux dessous: 
- Cérémonie d'ouverture : White City Stadium
- Football: la finale entre l'équipe d'Angleterre et celui de Belgique à Arsenal Stadium[4]
- Natation : Wembley Empire Pool[4]
- Plongeon: Wembley Empire Pool[4]

## Pays participants
On compte douze pays participants, où l’équipe américaine fait la première apparition: 
- Autriche
- Allemagne
- Belgique
- Danemark
- France
- Royaume-Uni
- Hongrie
- Pays-Bas
- Suède
- Norvège
- Finlande
- États-Unis

## Compétition

### Tableau des médailles
- Pays organisateur (Royaume-Uni)

| Rang    | Nation      | Or | Argent | Bronze | Total |
| ------- | ----------- | -- | ------ | ------ | ----- |
| 1       | Royaume-Uni | 11 | 7      | 8      | 26    |
| 2       | France      | 8  | 3      | 6      | 17    |
| 3       | Allemagne   | 7  | 5      | 5      | 17    |
| 4       | Finlande    | 5  | 4      | 6      | 15    |
| 5       | Suède       | 3  | 8      | 3      | 14    |
| 6       | Belgique    | 2  | 3      | 1      | 6     |
| 7       | Pays-Bas    | 2  | 1      | 1      | 4     |
| 8       | Norvège     | 1  | 3      | 3      | 7     |
| 9       | Hongrie     | 1  | 2      | 2      | 5     |
| 10      | États-Unis  | 1  | 2      | 1      | 4     |
| 11      | Danemark    | 0  | 2      | 4      | 6     |
| 12      | Autriche    | 0  | 1      | 1      | 2     |
| Total： | Total：     | 41 | 41     | 41     | 123   |

### La France aux Deaflympics
Il s'agit de sa 4e participation aux Deaflympics d'été. 48 athlètes français étaient venus pour concourir sous le drapeau français, et ils ont pu remporter huit médailles d'or, trois médailles d'argent et six médailles de bronze.